# Maslovare (Novi Grad)
Maslovare (szerbül: Масловаре), falu Bosznia-Hercegovinában, Bosanska krajina területén, Novi Grad községben, a Szerb Köztársaságban. 

## Fekvése
Bosznia-Hercegovina nyugati részén, Banja Lukától légvonalban 65, közúton 82 km-re északnyugatra, községközpontjától légvonalban 6, közúton 14 km-re délkeletre, a Japra-folyó bal partja mentén és a tőle nyugatra fekvő dombvidéken, 130 – 250 méteres tengerszint feletti magasságban fekszik

## Népessége
| Nemzetiségi csoport | Népesség 1991 | Népesség 2013 |
| ------------------- | ------------- | ------------- |
| Szerb               | 235           | 176           |
| Bosnyák             | 262           | 125           |
| Horvát              | 0             | 1             |
| Jugoszláv           | 1             | 0             |
| Egyéb               | 2             | 2             |
| Összesen            | 500           | 304           |

## Története
Történelmileg ez a település, valamint a Japra, Japrica és Vojskova folyók teljes környéke a római kori intenzív bányászati tevékenységhez (kohászati tevékenységhez) kötődik. Ez a tevékenység országos jelentőségű volt, mert a fegyvergyárakat innen látták el nyersanyaggal. A kohók mellett volt egy település is. A római Dalmácia tartományban fekvő egykori településen egy római szentélyt találtak, amelyet a mai Szíria területéről származó Juppiter Dolichenus keleti istenségnek szenteltek.
A térség 1537-ben Blagaj várának elestével került török kézre. A település 1878-ig tartozott az Oszmán Birodalomhoz, ekkor a berlini kongresszus határozata alapján az Osztrák-Magyar Monarchia része lett. 
1879-ben az első osztrák-magyar népszámlálás során Novi község részeként településnek 38 háztartása, 169 ortodox szerb és 54 muszlim lakosa volt. 1910-ben Novi község részeként a bosnyákok lakta Maslovare Turske faluban 26 háztartást, 1 ortodox szerb és 139 muszlim, a szerbek lakta Maslovare Srpske faluban 46 háztartást és 265 ortodox szerb lakost találtak.
A monarchia szétesésével 1918-ben előbb a Szerb-Horvát-Szlovén Királyság, majd 1929-től a Jugoszláv Királyság része. 1921-ben a falunak 67 háztartása és 435 lakosa volt.
Jugoszlávia megszállása után a falu a Független Horvát Állam (NDH) része lett. 1945-től a település a szocialista Jugoszlávia része volt. A Bosznia-Hercegovinában zajló polgárháború idején a település a Boszniai Szerb Köztársaság része volt. A daytoni békeszerződést követő területfelosztásnál a település, Novi Grad község részeként a Szerb Köztársaság területéhez került.

## Nevezetességei
- Majdanište – római kori kohók és szentély maradványai. A falu határában egy nagyobb, néhány hektáros területen kohók, kovácsműhely, igazgatási épület, a szállítóeszközök számára épített tároló, istálló és a munkások számára épített fürdő maradványai találhatók. A terület fallal volt bekerítve. A teljesen be nem azonosított épületeken kívül egy szentély maradványait is megtalálták a hozzá vezető kövezett úttal, áldozati oltárokkal, Vénusz és Priaposz-szobrokkal. Az üzemi területtől nyugatra az olvasztáshoz előkészített vasércdepót találtak. A régészeti leletek az 1. – 6. századig terjedő időszakból származnak.[8]